# هيلين سلاتر
هيلين سلاتر (بالإنجليزية: Helen Slater)‏، هي ممثلة ومغنية أمريكية مواليد 15 ديسمبر 1963 شاركت وهي طفلة بالعديد من البرامج من ثم انتقلت إلى التمثيل، وشاركت بالبطولة في فيلم سوبر جريل عام 1984.

## روابط خارجية
- هيلين سلاتر على موقع IMDb (الإنجليزية)
- هيلين سلاتر على موقع ميتاكريتيك (الإنجليزية)
- هيلين سلاتر على موقع روتن توميتوز (الإنجليزية)
- هيلين سلاتر على موقع قاعدة بيانات الأفلام العربية
- هيلين سلاتر على موقع ألو سيني (الفرنسية)
- هيلين سلاتر على موقع ميوزك برينز (الإنجليزية)
- هيلين سلاتر على موقع تيرنر كلاسيك موفيز (الإنجليزية)
- هيلين سلاتر على موقع أول موفي (الإنجليزية)
- هيلين سلاتر على موقع قاعدة بيانات الأفلام السويدية (السويدية)
- هيلين سلاتر على موقع إن إن دي بي (الإنجليزية)